# Louise Juta
Louise Juta, nacida Louise (o Luise) Marx (14 de noviembre de 1821 - 3 de julio de 1893) fue una librera alemana de origen judío, hermana de Karl Marx.

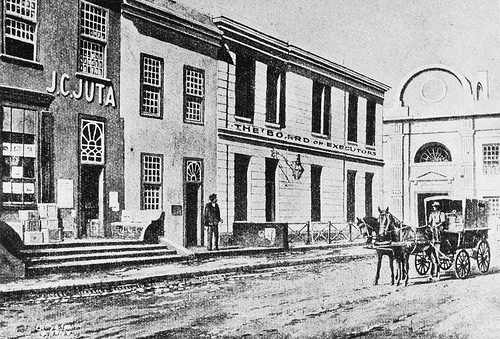
J. C. Juta, librería, Ciudad del Cabo, circa 1860.

## Biografía
Louise Marx era la sexta hija de los judíos Heinrich Marx, abogado, y Henriette Pressburg, ama de casa de Trier en la Renania Prusiana. Al crecer, su hermano mayor Karl era claramente el niño dominante en la familia. La sobrina de Louise, Eleanor Marx, más tarde registró que Karl era "un narrador único e inigualable. Escuché a mis tías decir que, cuando era niño, era un tirano terrible para sus hermanas, a las que 'conducía' por el Markusberg a toda velocidad como sus caballos y, lo que es peor, insistiría en que comieran los 'pasteles'. hechos con masa y manos sucias. Pero soportaron la 'conducción' y comieron los 'pasteles' sin murmurar por el bien de las historias que Karl les contaría como recompensa por su virtud.”
Heinrich, judío e hijo de un rabino, fue bautizado alrededor de 1817. Con sus hermanos, Louise fue bautizada el 26 de agosto de 1824 por el pastor militar protestante Mühlenhoff. Poco después de un ataque de escarlatina, fue convocada con su hermana Emilie el 8 de abril de 1838 a Trier, porque su padre estaba gravemente enfermo de tuberculosis. Heinrich Marx murió el 10 de mayo de 1838 en Trier. Ella recibió, como todos los hermanos menores de edad, un tutor. Por lo tanto, no se podría invertir mucho en su educación. Le dieron especial consideración en los diversos testamentos de su madre. 
Ella conoció a Jan Carel Juta (de) en Zaltbommel y se casaron el 5 de junio de 1853 en una ceremonia civil en Trier. El 7 de junio se celebró una boda en la iglesia en Traben, en presencia de su madre Henriette Marx y su tío Lion y su tía Sophie Philips. El 15 de junio de 1853, se firmó un contrato notarial en Zaltbommel, para regular las difíciles condiciones de viaje para el largo viaje a Sudáfrica. 
De camino al Cabo de Buena Esperanza, la pareja de recién casados visitó a Karl Marx y su familia en Londres el 29 de junio. Cenando con él en su casa de Dean Street, Louise demostraba que no simpatizaba con los puntos de vista de Karl, una compañera invitada señaló que “no podía soportar que su hermano fuera el líder de los socialistas, e insistió en mi presencia que ambos pertenecían al familia respetada de un abogado, que simpatizaba con todos en Trier". Más tarde, Juta, su esposa e hijos visitaron a Marx y su familia y a Friedrich Engels en Manchester. 
Poco después de su llegada (en 1853) a Sudáfrica, fundaron JC Juta, Librería y Papelería, Wale Street, Ciudad del Cabo, y vendieron libros de texto, documentos gubernamentales y trabajos científicos. En 1883 vendió parte de la compañía a sus firmantes autorizados Jacobus Cuypers y Thomas Mullins Duncan. Ella murió en Rondebosch, Ciudad del Cabo en 1893.
Louise y Jan Carel tuvieron siete hijos, incluido el futuro Sir Henry Juta QC, abogado y juez superior en los tribunales sudafricanos, que también se desempeñó como Presidente del Parlamento del Cabo de Buena Esperanza
Juta Publishing todavía se comercializa, y es una de las principales editoriales académicas y de derecho de Sudáfrica.